# China Huaneng Group

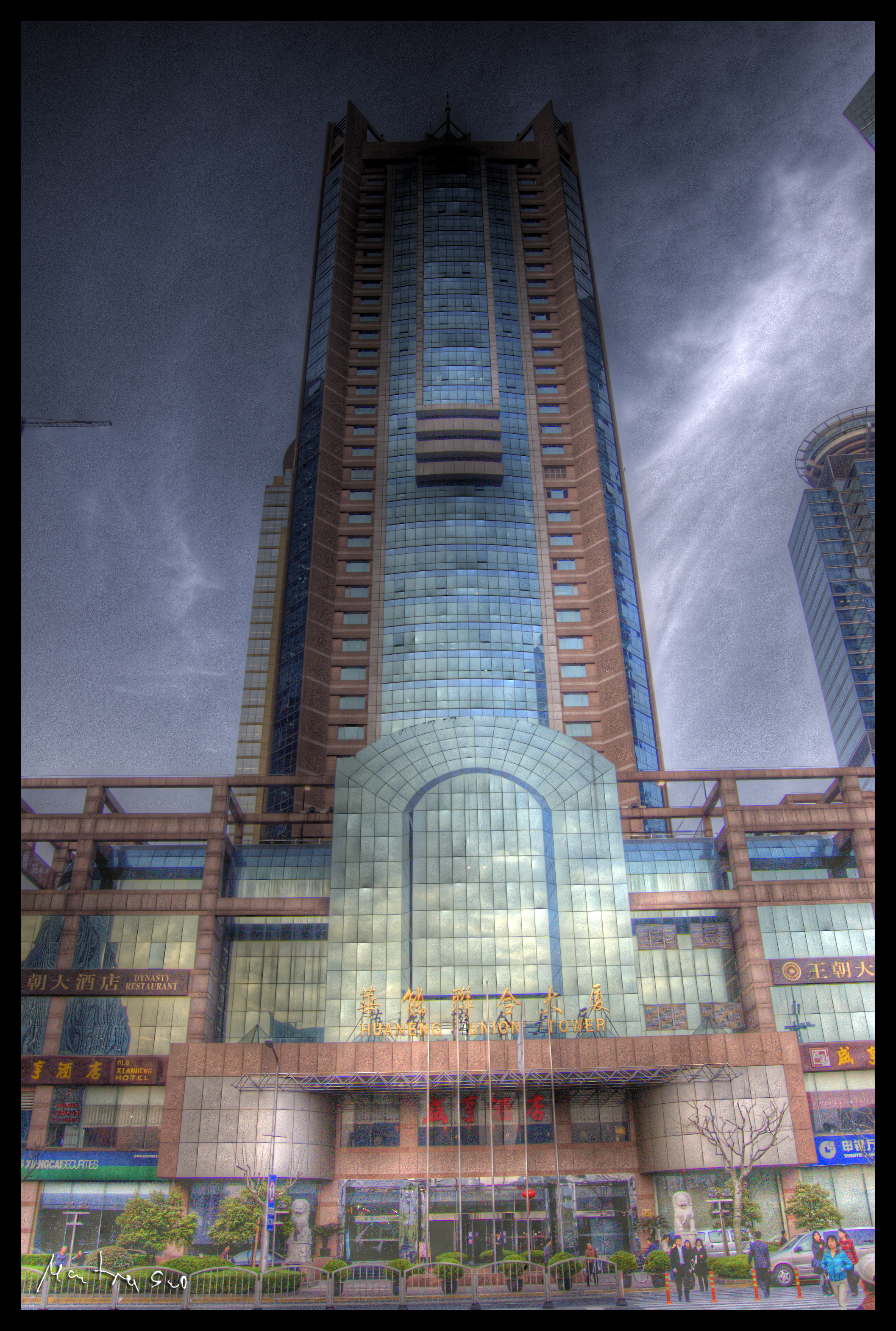
La Huaneng Union Tower de Shanghai

China Huaneng Group (en mandarin simplifié : 中国华能集团公司) est l'une des cinq plus grandes entreprises d'électricité publiques en Chine. Administrée par le Conseil d'État de la république populaire de Chine, l'entreprise est engagée dans des activités d'investissement, de construction, d'exploitation et de gestion dans le domaine de la production d'électricité en plus de produire et de vendre de l'électricité. En 2012, la société occupait le 246e rang du palmarès des entreprises Fortune 500.

## Histoire
Elle est issue en 2002 de la scission de la compagnie nationale électrique, avec 4 autres entreprises China Guodian Corporation, China Huadian Corporation, China Power Investment Corporation et China Datang.
En mars 2008, Huaneng a déboursé 3,04 milliards de dollars pour faire l'acquisition de Tuas Power, une entreprise de Singapour, propriété de Temasek Holdings. En novembre 2010, elle déboursait 1,2 milliard de dollars afin d'acheter la participation 50 pour cent la société indienne GMR Group dans InterGen.

## Opérations
La société supervise les participations du gouvernement dans 10 filiales, y compris 51 % de Huaneng Power International. Le groupe est propriétaire-exploitant de plus de 85 centrales thermiques et hydroélectriques. En plus de ses activités dans le domaine de la production d'électricité, la société prévoit investir dans d'autres secteurs, dont ceux des services financiers, des transports, des technologies de l'information et des énergies renouvelables en Chine. La société d'investissement du groupe figure au 15e rang en Chine par son chiffre d'affaires et au 21e rang par l'importance de ses actifs. En 2010, l'entreprise a annoncé qu'elle achèterait une participation de 50 % dans le secteur des services d'électricité InterGen pour 1,23 milliard de dollars.

## Filiales
Principale filiale du groupe dans le secteur de l'énergie thermique, Huaneng Power International est cotée aux bourses de Hong Kong, de Shanghai et de New York. La société détient approximativement le tiers de la puissance installée thermique de l'ensemble du groupe. Sa filiale Huaeng Renewable Company devrait prochainement être inscrite en bourse à Hong Kong.